# Auchenblae
Auchenblae est un village de la région de Kincardine and Mearns (en) dans l'Aberdeenshire, en Écosse. 
Le village était connu pour ses tisserands, une distillerie de whisky et le marché aux chevaux annuel Paldie's Fair.

## Histoire
Le nom est un dérivé du gaélique signifiant « champ de fleurs », probablement dû à la culture du lin dans le passé.
L'église paroissiale a été construite entre 1827 et 1829 par John Smith. Elle a été construite de l'autre côté de la Luther Water, à côté d'une ancienne chapelle dédiée à Saint-Palladius et était autrefois connue sous le nom d'église paroissiale de Fordoun,. L'emplacement de l'ancienne chapelle, connue sous le nom de Kirkton de Fordoun, est le lieu de naissance du chroniqueur Jean de Fordun (avant 1360 – vers 1384) et est un site religieux depuis le 7e siècle. Les ossements de saint Palladius ont été apportés à Auchenblae. Il y a une dalle de croix picte, la pierre de Fordoun, dans le vestibule de l'église. Dans le cimetière se trouvent les ruines antiques de la chapelle Saint-Palladius et il y a un mémorial au premier martyr protestant d'Écosse George Wishart, né à Mains de Pittarrow dans l'ancienne paroisse de Fordoun et brûlé vif sous les ordres du cardinal Beaton à St Andrews.
James Taylor, développeur de l'industrie du thé à Ceylan britannique, est né dans le village en 1835.
L'école d'Auchenblae a été construite en 1850 et le bâtiment scolaire actuel vers 1889 (ils sont classés catégorie C),.
La salle des fêtes d'Auchenblae, sur la rue Monboddo, a été construite sur une bâtière en 1870 selon une conception de l'architecte Johnstone et est classée catégorie B. 
La distillerie Auchinblae était une distillerie de Scotch whisky en activité entre 1895 et 1916. Avant la distillerie, le site était occupé par une filature, le Den Mill, qui a été construite en 1795 à côté de Luther Water,. 
En 2009, il y a une explosion de gaz à l'hôtel Drumtochty Arms, dans le village,. L'explosion fait trois blessés et entraîne une amende pour l'entreprise, ainsi que la démolition de l'hôtel.

## Personnalité
- David Lyall (1817-1895), naturaliste et explorateur, y est né.